# 14 Batalion Saperów (1939)
14 batalion saperów (14 bsap) – pododdział saperów Wojska Polskiego II RP z okresu kampanii wrześniowej.
Batalion nie występował w pokojowej organizacji wojska. Został sformowany w alarmie 17 kwietnia 1939 przez 7 batalion saperów dla 14 Dywizji Piechoty.

## Struktura i obsada etatowa
Obsada personalna we wrześniu 1939:
Dowództwo batalionu
dowódca – mjr Henryk Kosicki
zastępca dowódcy – kpt. Witold Mańkowski
- 1 kompania saperów – NN
- 2 kompania saperów – ppor. Zdzisław Jerzy Zych
- 3 zmotoryzowana kompania saperów – NN
- kolumna saperska – NN
- kolumna pontonowa - NN
- dowódca plutonu – ppor. sap. rez. Stefan Rogoziński[4]